# 齊藤庄子
齊藤庄子（日语：／ Saitō Shōko，1963年1月22日—），日本女性前配音員。出身於青森縣青森市。身高165cm。O型血。

## 人物
她一直活躍於1990年代前半。
特長：鋼琴。興趣：電子琴演奏、聽唱片。

## 繼任
齊藤退出後，以下人員接替了這些角色：
- 萩森侚子—《蠟筆小新》：櫻田妮妮的媽媽（櫻田萌子）

## 演出

### 電視動畫
- 仙魔大戰（1987年，電腦的聲音）
- 城市獵人2（1988年，芹澤綾子）
- 黑色推銷員（1989年）
- 美味大挑戰（1990年，伴侶）
- 21衛門（1991年，唇部機器人、員工、女僕、獵戶座指南、廣播、空服員、圖書館員、少女機器人、指南、指南機器人、職員、辣妹、女性自動機外星人A、警官B、廣播聲音A）
- YAWARA！（1991年—1992年，小田真理）
- 蠟筆小新（1992年—1994年，櫻田妮妮的媽媽〈初代〉、雙葉牙科醫師）
- 人小鬼大（1993年）
- 城市獵人：再見我的甜心（1997年，歌劇團團員D）

### 電影動畫
- 21衛門：去宇宙吧！赤脚公主（1992年，馬奴康機器人）

### 遊戲
- YAWARA！2（1994年）

### 廣播劇CD
- 集英社卡式錄音帶書 JoJo的奇妙冒險 第3卷 DIO的世界之卷（1993年，絲吉Q）

### 旁白
- Paradise GoGo!!（日语：パラダイスGoGo!!）（1989年）